# 板桥乡 (蓬溪县)
板桥乡，是中华人民共和国四川省遂宁市蓬溪县曾经下辖的一个乡。2019年9月，撤销槐花乡、板桥乡和新胜乡，设立槐花镇，以原槐花乡、原板桥乡和原新胜乡所属行政区域为槐花镇的行政区域。

## 行政区划
板桥乡撤销前下辖以下地区：
桥亭街社区、跳墩村、紫福村、石门垭村、寨井沟村、响滩村、双凤桥村、桑树湾村、蒋家桥村、船山坡村、松柏沟村和平安村。